# Сефевиди
Сефевидите (на персийски: صفویان) са династия, управлявала Иран между 1501 и 1722. Тя води началото си от шейх Сефи ал-Дин, водач на суфийския орден Сефевия. Исмаил I става първият сефевидски шах на Иран. Сефевидите налагат в страната шиитския дванайсетен имамизъм, като спомагат за възстановяването на иранската идентичност след повече от осем века управление на чужди династии.

## История
След падането на Сасанидите, Сефевидите стават едни от най-значимите династии в Персия. Тяхното време е наричано „начало на модерната персийска история“.
Сефевидите и техните шахове управляват т.нар. „барутна империя“, която няма нито властта, нито богатството, нито продължителността на империите на османците (техен съперник) или моголите (понякога съюзник). Те властват в една от най-великите персийски империи след мюсюлманското завоевание, и налагат 12-ия имамизъм като официална религия, което е една от повратните точки в мюсюлманската история.

## Сефевидски шахове на Иран
- Исмаил I (1501 – 1524)
- Тахмасп I (1524 – 1576)
- Исмаил II (1576 – 1578)
- Мохамед Ходабанда (1578 – 1587)
- Абас I Велики (1587 – 1629)
- Сафи (1629 – 1642)
- Абас II (1642 – 1666)
- Сюлейман I (1666 – 1694)
- Хюсеин I (1694 – 1722)
- Тахмасп II (1722 – 1732)
- Абас III (1732 – 1736)
- Сюлейман II (1749 – 1750)
- Исмаил III (1750 – 1760)